# Plaza del Volador
La plaza del Volador fue una plaza de la Ciudad de México ubicada en el espacio que actualmente ocupa la Suprema Corte de Justicia de la Nación. Construida sobre una superficie rectangular de aproximadamente 7828 metros cuadrados, en ella se encontraba uno de los principales centros de abastecimiento de la Nueva España. Debe su nombre a que ahí se llevaba a cabo el Ritual Solar de los Voladores, hoy conocidos como Voladores de Papantla. 

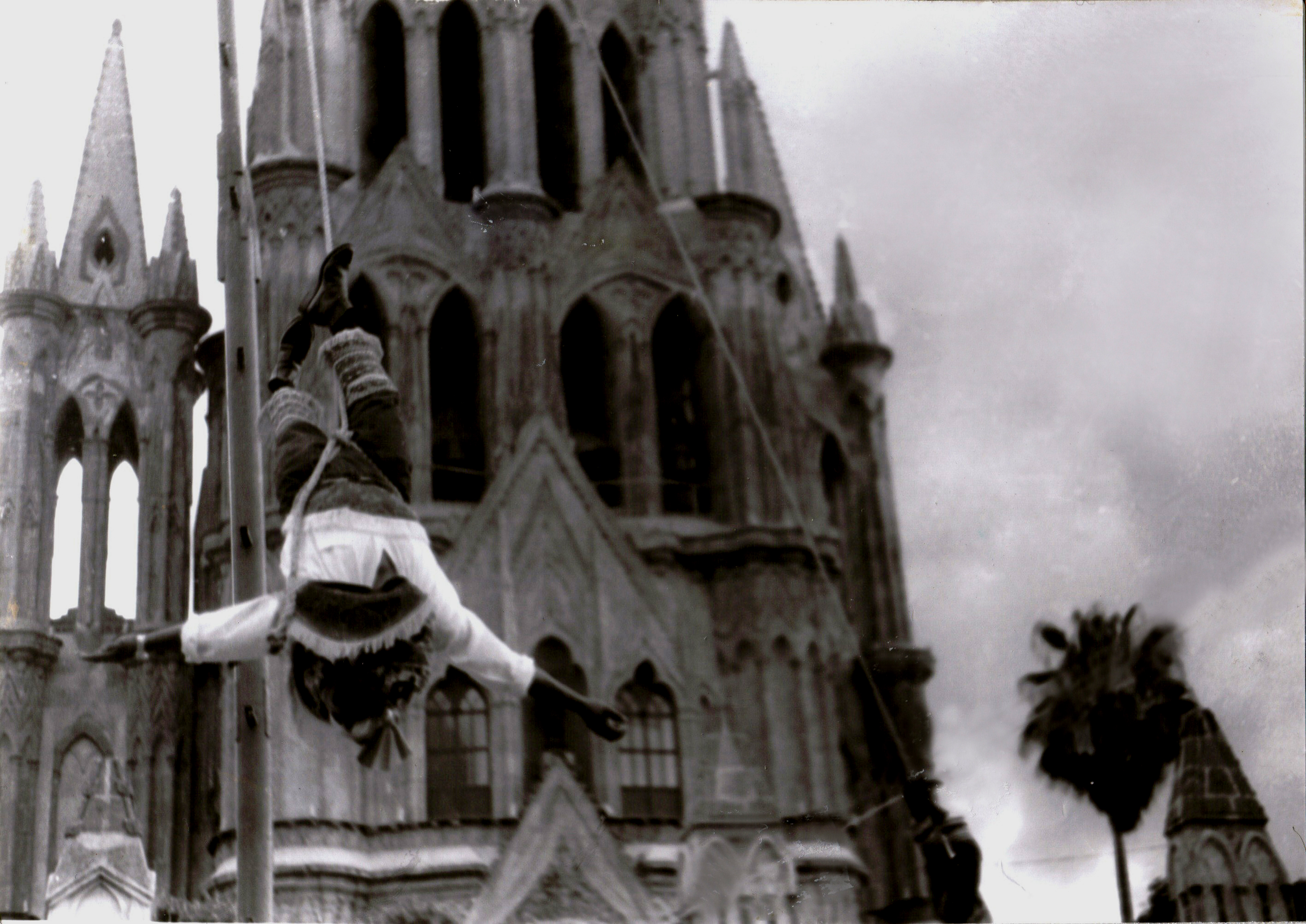
Volador de Papantla, a quien la Plaza debió su nombre

## Localización
La plaza del Volador estaba ubicada al sureste de la plaza de la Constitución en la zona ahora conocida como Centro Histórico. Se encontraba situada entre la Acequia real, hoy calle de Corregidora, al norte; y la calle de Porta Coeli, hoy Venustiano Carranza, al sur; al este de la Real y Pontificia Universidad, de la que hoy solo queda la calle que lleva su nombre, y al oeste de la calle de Flamencos, actualmente Pino Suárez.

## Historia

### Época prehispánica
Se presume que en tiempos prehispánicos el espacio ocupado por la llamada Plaza del Volador fungía como un centro astronómico, debido a las características que comparte con otros observatorios astronómicos prehispánicos que subsisten en la actualidad, como la orientación, forma y las medidas, entre otras. Asimismo era un espacio ritual donde cada 52 años, al fin de cada periodo cíclico, se celebraba la Ceremonia del Fuego Nuevo.
En 1520 se efectuó por última vez dicha fiesta, ya que Pedro de Alvarado, quien quedó al mando de la plaza en ausencia de Hernán Cortés, llevó a cabo una matanza de indios acusándolos de idólatras.

### Época Virreinal
Este terreno, junto con el palacio de Moctezuma II, fue cedido a Cortés por su Majestad Católica del Emperador Carlos V. Posteriormente Cortés decide demoler el inmueble y empezar la construcción del Palacio Real, hoy Palacio Nacional.

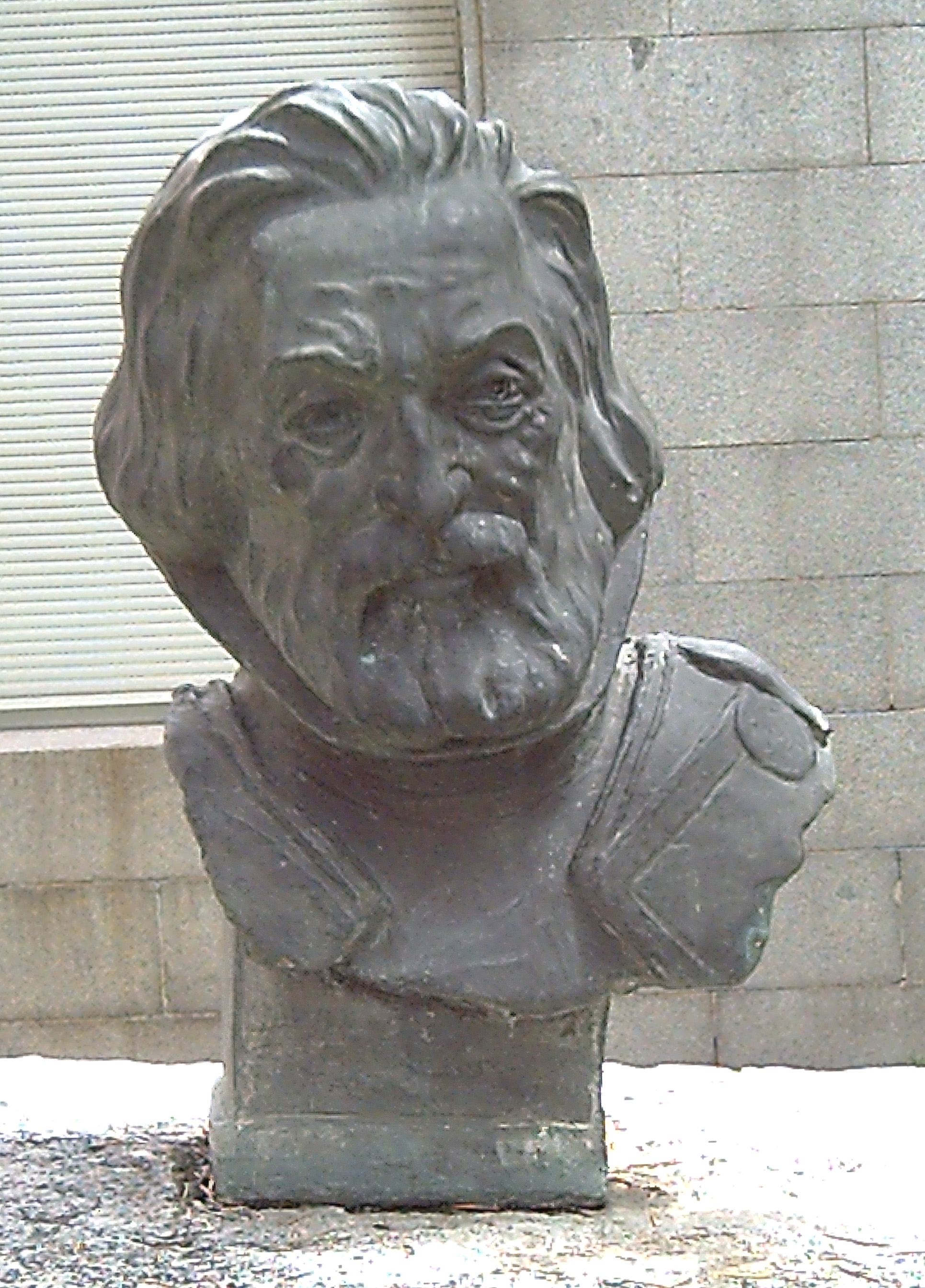
Busto de Hernán Cortés, primer propietario colonial del terreno.

En 1562 Martín Cortés, su hijo y heredero, vendió al Rey de España dicho edificio sin incluir el terreno al otro lado de la Acequia Real. Transcurrido algún tiempo, Martín Cortés regresó a México con ánimos de construir en su terreno, a lo cual la Real Audiencia de la Nueva España se opuso debido a la cercanía con el Real Palacio, que fungía como bodega de armas y artillería. Después de diversas disputas, la Audiencia le propone vender o construir en la parte oriente del terreno, donde posteriormente se edificaría el Edificio de la Real Casa de Altos Estudios y la Plaza del Volador.
El 21 de febrero de 1620, la Real Audiencia de la Nueva España suspendió la construcción de la plaza quedando lista para su uso 4 años después, el 9 de julio de 1624. La plaza tuvo distintos usos: venta de frutas y legumbres, corridas de toros (realizadas en eventos especiales como nacimientos de príncipes, entrada de los virreyes, coronación de reyes, entre otros), peleas de gallos, carreras de liebres, etc.
Con el fin de despejar la plaza principal y concentrar a todos los comerciantes que se encontraban dispersos, el segundo Conde de Revillagigedo, Juan Vicente de Güemes Pacheco de Padilla decidió construir un mercado especial de madera dentro de la Plaza del Volador. 

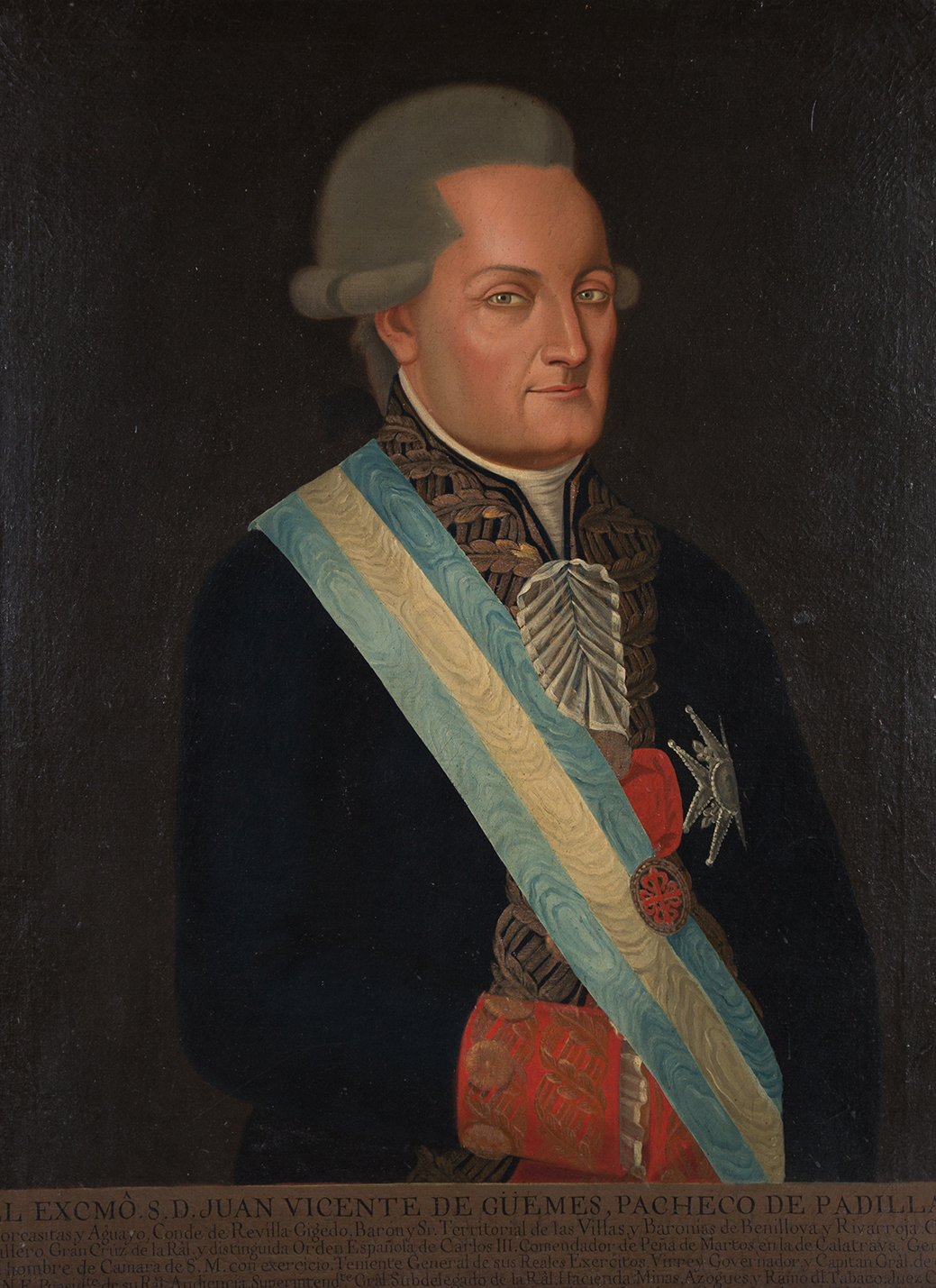
Juan Vicente de Güemes fue el virrey de Nueva España que mandó construir le mercado de la Plaza del Volador.

Con un costo aproximado de 44 mil pesos, el 19 de enero de 1792 quedó formalmente inaugurado el nuevo Mercado del Volador. Dentro de él existían más de 200 cajones móviles de madera, donde se comerciaban alimentos, metales, especias, animales vivos, loza, petates, ropa, e incluso puestos donde atendían barberos. Esta Plaza tuvo gran importancia, ya que era el lugar perfecto para que filólogos y etnógrafos observaran la interacción de todo tipo de castas y culturas.
El 9 de octubre de 1793, el mercado fue víctima del incendio de una de las aceras de cajones, lo que provocó, junto con el traslado de mercaderes al cementerio de la catedral, que el mercado perdiera mucho de su vida y movimientos anteriores. En consecuencia, dentro de la Plaza imperaron las corridas de toros, aunque el comercio continuó efectuándose a menor escala.

### México independiente
Consumada la independencia, hacia 1837, el Ayuntamiento decidió comprar la plaza al duque de Monteleone, descendiente de Cortés, con el fin de edificar un nuevo mercado. Fue adquirida por una cantidad de 32 mil pesos. Medía la plaza 104 varas de largo y 118.5 de ancho.
Después de discutir sus proposiciones y de realizar distintos trámites, en abril de 1841, el proyecto de José Rafael Oropeza de construir un nuevo mercado fue aceptado. Los planos del arquitecto Lorenzo de la Hidalga fueron los elegidos. El General Antonio López de Santa Anna expide el decreto fechado el 16 de diciembre del mismo año, en el cual aprobó el proyecto de Oropeza.  El 31 de diciembre de 1841, Antonio López de Santa Anna colocó simbólicamente la primera piedra de la construcción.
Dos años después, a finales de enero de 1844, se entregó el mercado totalmente terminado. En el centro del edificio se erguía una columna con la estatua del general Santa-Anna, inaugurada el 13 de junio del mismo año. Sin embargo, a causa del temor generado por la destrucción del monumento sepulcral que contenía la pierna amputada de Santa-Anna, la estatua fue bajada de su pedestal en diciembre de 1844 y puesta nuevamente en su lugar en el año 1852.
El Mercado del Volador fue víctima de diversos incendios. El primero y más devastador fue en marzo de 1870. 
El 11 de febrero de 1890 se decidió adaptar el mercado a otra clase de comercio: un bazar. Así, cuatro días después, el 15 de febrero, fue cerrado el histórico mercado.
No fue hasta octubre de 1891 que se aprobó el proyecto para la construcción de dicho bazar. Y con un costo de 400 mil pesos comenzaron las obras en noviembre del mismo año. Únicamente se construyó un edificio en el lado noroeste del terreno, el cual fue demolido con el resto del mercado, en su lugar fue plantado un jardín, mismo que, 40 años más tarde fue retirado para dar paso a la construcción del Palacio de la Suprema Corte de Justicia de la Nación.

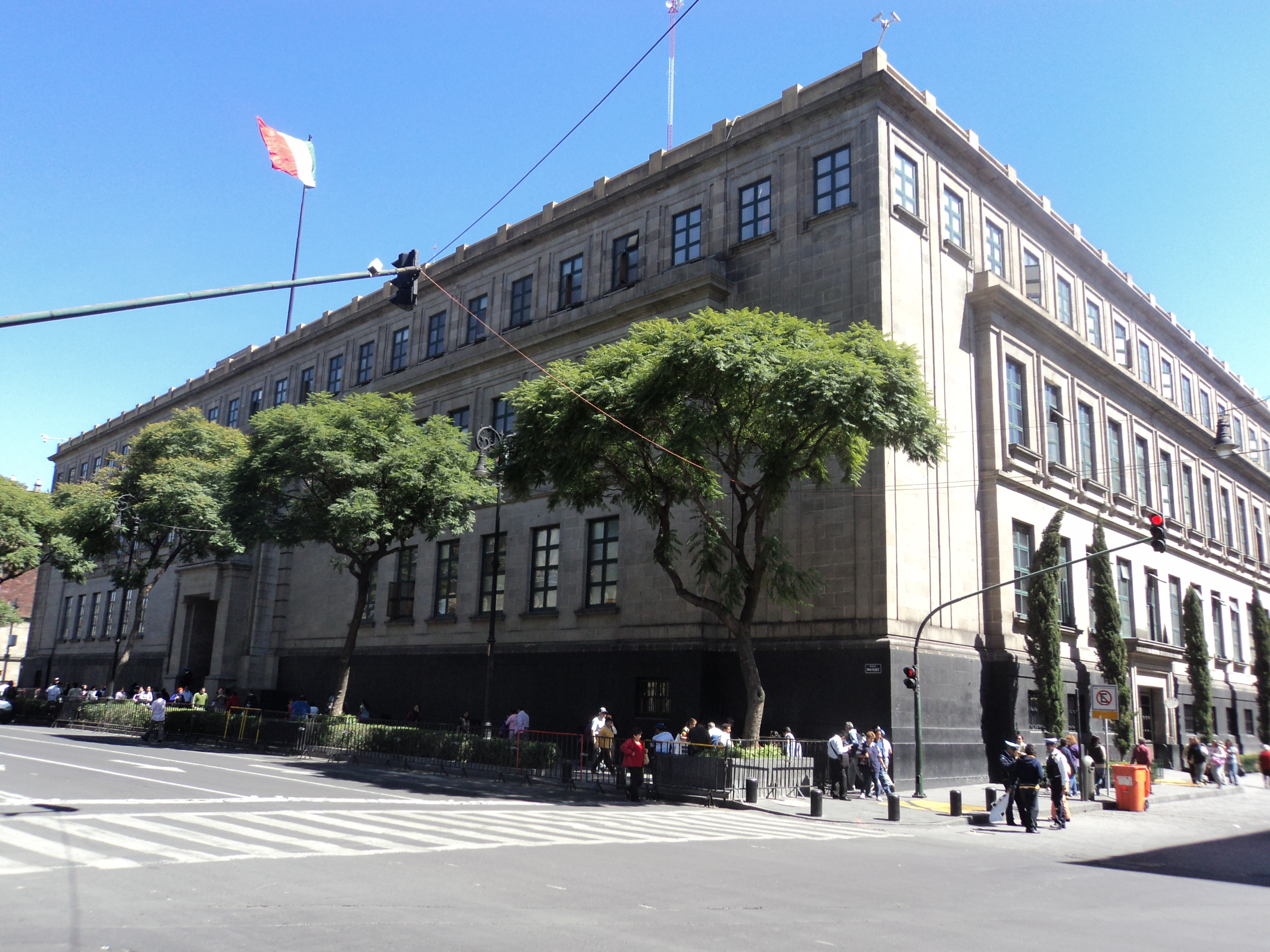
El Palacio de la Suprema Corte de Justicia de la Nación está en el terreno que fue de La Plaza del Volador